# ソユーズMS-05
ソユーズMS-05は国際宇宙ステーションに第52次長期滞在クルーを送り届けるために2017年7月28日に打ち上げられたソユーズ宇宙船である。134機目のソユーズ宇宙船で、ロシア人のコマンダーとアメリカ人およびイタリア人のフライトエンジニアの計3名が搭乗した。軌道上に139日留まった後、2017年12月14日に帰還した。

## 宇宙船

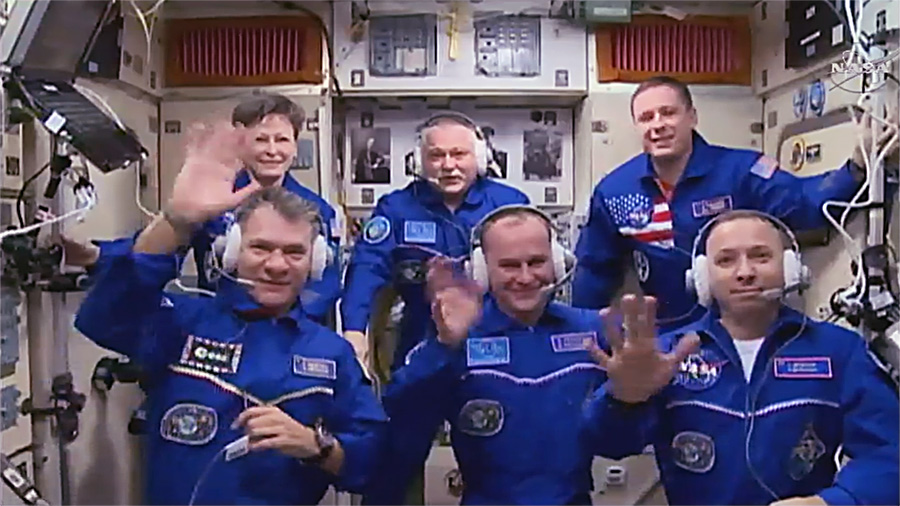
第52次長期滞在の乗組員は6人に増員された。前列左から新しい乗組員のパオロ・ネスポリ、セルゲイ・リャザンスキーおよびランディ・ブレスニク。後列はペギー・ウィットソン、フョードル・ユールチキンおよびジャック・フィッシャー

ソユーズMSには以下の更新が施された：より効率的なソーラー・パネル、以前のシステムから質量が半分になった新しいクルスNA接近結合システム、追加の微小隕石デブリシールド、ドッキング時および軌道離脱噴射時に冗長性を付与する、改善されたドッキングおよび姿勢制御エンジン、従前のArgon-16メインコンピューターと比べて質量が1/8になり、外形寸法も小さくなったTsVM-101メインコンピューター、宇宙船が地上追跡ステーションの観測領域外にいても、ルーチ中継衛星を経由してテレメトリーを送信し、宇宙船を制御したり、クルーに測位データを提供できる統合されたディジタル・コマンド/テレメトリー・システムおよび着陸後の捜索/救助活動中により正確な位置情報サービスを提供するためにアップグレードされたGLONASS / GPS衛星システム。
飛行中、宇宙船は次のタスクを実行する：最大3名までの訪問クルーと、小さな付随貨物の輸送、クルーが飛行中にステーションに連結した宇宙船が常時利用可能であること、スタンバイモードでは、ステーションの危険な状況、宇宙飛行士の病気や怪我などの場合に、メインクルーが緊急に地上に降下する準備ができていること（乗員帰還機の機能が保証されていること）、訪れたクルーの地表への計画された降下では、乗組員と一緒に地面に戻り、比較的質量・容積の小さいペイロードの場合は、ステーションからの廃棄物を居住区で処理し、降下中に大気中で燃焼させる。

## クルー
| 地位                 | メンバー                                                             | メンバー                                                             |
| -------------------- | -------------------------------------------------------------------- | -------------------------------------------------------------------- |
| コマンダー           | セルゲイ・リャザンスキー, RSA 第52次長期滞在 最後かつ2回目の宇宙飛行 | セルゲイ・リャザンスキー, RSA 第52次長期滞在 最後かつ2回目の宇宙飛行 |
| フライトエンジニア 1 | ランディ・ブレスニク, NASA 第52次長期滞在 2回目の宇宙飛行            | ランディ・ブレスニク, NASA 第52次長期滞在 2回目の宇宙飛行            |
| フライトエンジニア 2 | パオロ・ネスポリ, ESA 第52次長期滞在 3回目の宇宙飛行                 | パオロ・ネスポリ, ESA 第52次長期滞在 3回目の宇宙飛行                 |

### バックアップクルー

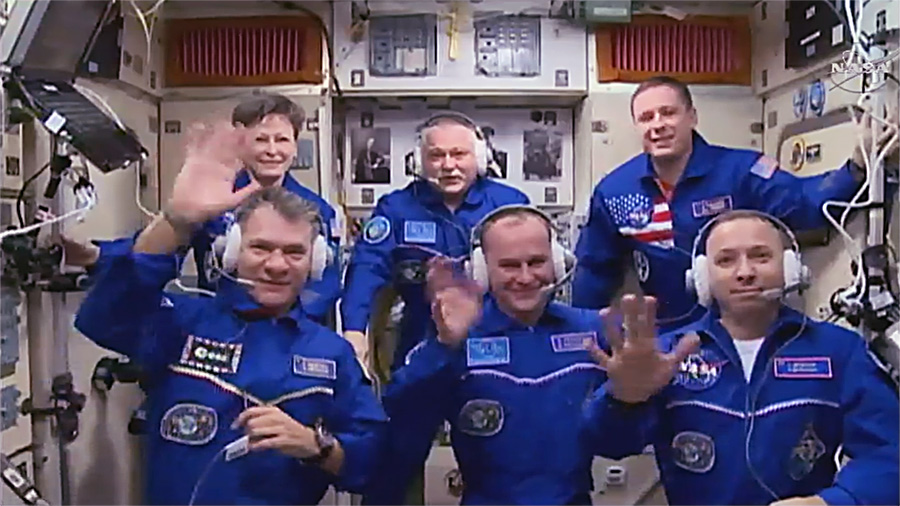
ISS滞在中のクルーと、ソユーズMS-05で到着したクルーの集合写真

| 地位                 | メンバー                          | メンバー                          |
| -------------------- | --------------------------------- | --------------------------------- |
| コマンダー           | アレクサンドル・ミシュルキン, RSA | アレクサンドル・ミシュルキン, RSA |
| フライトエンジニア 1 | マーク・T・ヴァンデ・ハイ, NASA   | マーク・T・ヴァンデ・ハイ, NASA   |
| フライトエンジニア 2 | 金井宣茂, JAXA                    | 金井宣茂, JAXA                    |